# Agnès Sorel
|  | No s'ha de confondre amb Agnès Soral. |

  Agnès Sorel    (castell de Fromenteau, c. 1422 (Gregorià) - Le Mesnil-sous-Jumièges, 9 de febrer de 1450), coneguda pel sobrenom Dame de Beauté, va ser una dama de companyia d'Isabel de Lorena, esposa de Renat I.
L'any 1443 esdevingué l'amant favorita del rei Carles VII de França, a qui donà tres filles que serien legitimades com a princeses de França i casades amb els grans senyors de la cort. És considerada la primera amant reial reconeguda de manera oficial.
Va morir abans dels vint-i-vuit anys d'edat, després de donar a llum una quarta filla, que no va sobreviure.
Va ser objecte de nombroses obres d'art contemporànies, incloent la cèlebre obra de Jean Fouquet La verge amb el nen.

## Joventut
Segons els historiadors, Agnès Sorel va néixer o bé a Coudun (prop de Compenha, a la Picardia), o bé a Fromenteau (parròquia d'Yzeures-sur-Creuse, a Turena).
El seu pare, Jean Sorel, o Soreau, era un castlà i senyor de Coudun. Es va casar amb Catherine de Maignelay, filla de Jean Tristan de Maignelay, un castlà i senyor de Verneuil-en-Bourbonnais, i Marie de Jouy.
Agnès, nascuda d'una antiga família noble, té quatre germans: Charles (nascut abans del 1428), cavaller de l'hôtel del rei; Louis, escuder; André, canonge a París (1452), i Jean, senyor de Saint-Gérand. Alguns membres de la família no són desconeguts pels historiadors: Geoffroy Soreau, el seu germà o el seu cosí, més probablement el seu oncle, va ser bisbe de Nimes del 1450 al 1453, després de Châlons del 1453 al 1503, i Jean de Maignelay, capità governador de Creil.
Procedent de la baixa noblesa, va ser a Picardia on va rebre una acurada educació. Es creu que hauria viscut al castell de Maignelay-Montigny i que, segons el costum que s'havia d'enviar senyoretes per completar la seva formació en l'alta aristocràcia, on se la preparava per ocupar a la cort l'envejat lloc de dama de companyia d'Isabel, duquessa de Lorena, reina de Sicília i esposa del rei Renat, cunyat de Carles VII. Aquest despatx no era cobejat pels avantatges materials que aportava: Agnès Sorel, col·locada a la cort de Lorena cap als quinze anys d'edat, només cobrava deu lliures l'any, a diferència d'altres senyoretes d'aquesta cort, com Catherine de Serocourt, cosina de Jean de Serocourt, capità de Tarascon, a qui se li va concedir la suma de quinze lliures tournois.
Segons els comentaristes, que es basen en les cròniques de Monstrelet o Jean Chartier, la trobada entre la jove i el rei, impressionat per la seva bellesa, va tenir lloc a Tolosa de Llenguadoc el 19 de març de 1443, quan Carles va rebre el seu germà Renat i Isabel de Lorena a l'habitació de la qual apareix Agnès per primera vegada, o bé a Saumur el setembre de 1443.

## A la Cort
El rei de França, Carles VII, vint anys més gran que ella, la va posar al servei de la casa angevina l'any 1444 per apropar-la a ell. Oficialment, és una criada de la casa de la reina Maria d'Anjou.
Després d'accedir a la cort de Carles VII, va ascendir al rang de primera dama no oficial del regne de França i ràpidament va obtenir l'estatus de favorita oficial, cosa que és una novetat; els reis de França fins aleshores tenien amants però s'havien de quedar a les ombres. Carles VII també va tenir altres amants, però no van tenir la importància d'Agnès Sorel.
Va ser durant l'estada de Carles VII a Nancy, capital del Ducat de Lorena, durant les celebracions reials de finals de l'any 1444, que el rei va lluitar per la seva bellesa durant un torneig. En aquesta ocasió, va mostrar la seva amant oficial que va causar sensació en aparèixer l'últim dia vestida amb «una armadura de plata incrustada de gemmes».
El seu art de viure i les seves extravagàncies van enviar la reina a l'ombra. Abandona els vels i altres tipus de lligadures. Va inventar l'escot d'espatlles nues, descrit com «luxuriós i depravat» per alguns cronistes religiosos de l'època. Piràmides vertiginoses superen el seu pentinat. Trenes de fins a vuit metres de llarg s'estenen pels seus vestits folrats de pells precioses: marta o gibelina. Du camises de lli fi i collarets de perles. Tracta la seva pell amb ungüents que actuen com a exfoliant, una crema contra les arrugues cada matí i màscares de mel per a la nit. Es maquilla amb una barreja de farina i sípia triturada que li dona una pell de color alabastre molt popular a l'època, es pinta els llapis amb pintallavis fet de pètals de rosella, que és condemnat pels predicadors medievals. Tenia les celles depilades i els cabells a la part superior del front, aquest últim convertit en la part eròtica del cos de la dona en aquella època. No es tracta de la «moda florentina» per donar-se un front més arrodonit, sinó per equilibrar els seus trets perquè té uns ulls molt grans desproporcionats en relació amb el seu rostre. L'any 1444, el rei li va oferir vint mil sis-centes corones de joies, entre elles diamants tallats, amb les quals va ser la primera a adornar el seu pentinat si hem de creure els cronistes de l'època.

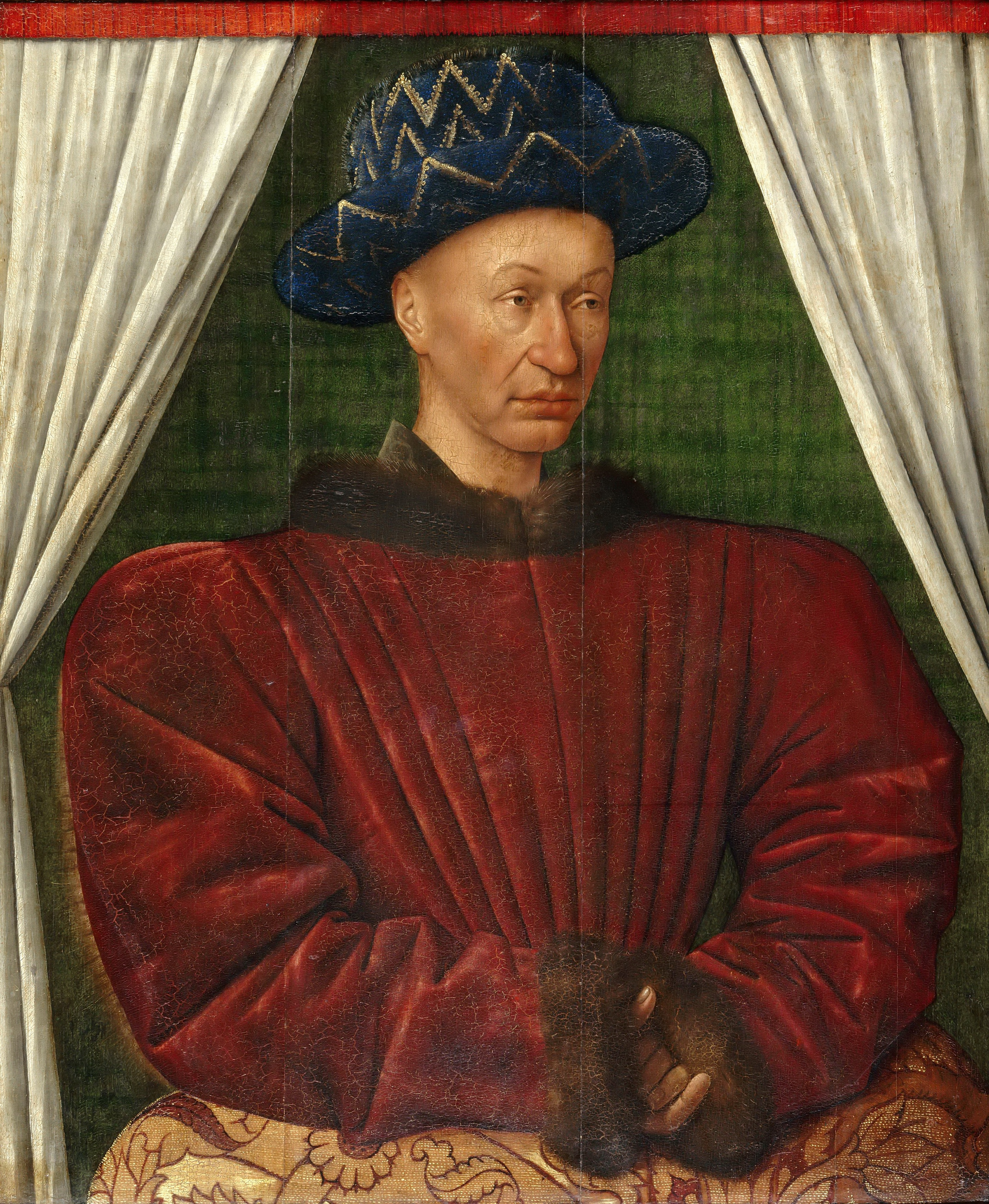
Retat de Carles VII, per Jean Fouquet, c. 1445 o 1450. Museu del Louvre
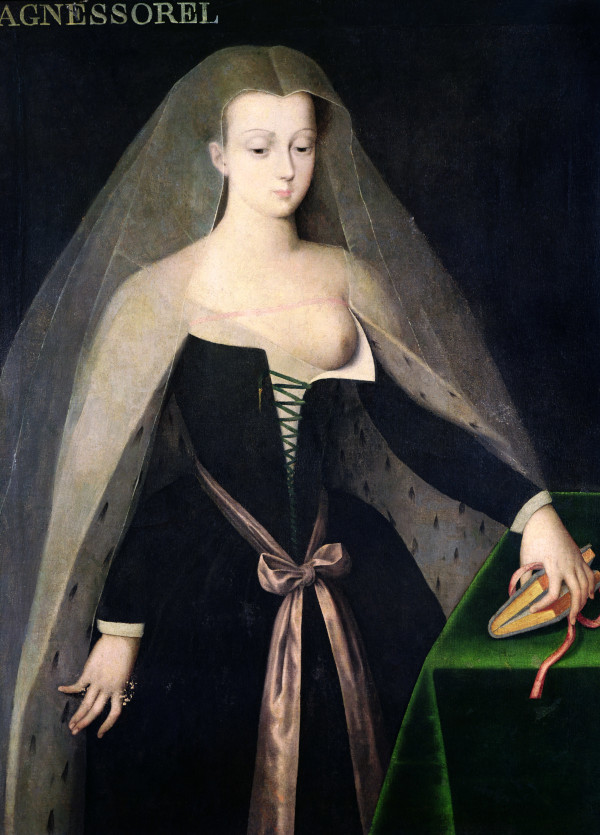
Retrat d'Agnès Sorel segons Jean Fouquet. Col·lecció particular

Per obtenir aquestes precioses gales, es va convertir en la millor clienta de Jacques Coeur, un comerciant internacional (que importava del Llevant teixits de luxe mai vist abans a Europa contravenint les prescripcions de l'Església) i l'encarregat de les finances del rei, que va acumular tresors al seu palau de Bourges. Consumeix grans quantitats de teixits preciosos i totes les dones de la cort l'imiten.
Agnès Sorel sap fer servir la seva influència amb el rei. Li va imposar els seus amics o es va guanyar el favor dels consellers de la Corona, que veien en ella el mitjà d'aconseguir la benevolència reial, com Pierre de Brézé, Étienne Chevalier, Guillaume d'Estouteville, Guillaume Cousinot, Prigent VII de Coëtivy o Jacques Cœur. És gràcies a aquestes maniobres que el rei, en pocs mesos, li va concedir els feus de la Beauté (d'aquí el conegut sobrenom de «Dama de Beauté»), Vernon, Issoudun, La Val e Ròcacesièira i li va oferir el domini de Loches. Ella hi va fer construir el castell amb vistes a la ciutat.
El delfí Lluís, futur Lluís XI, no suporta la relació d'Agnès amb el seu pare. Sent que la seva mare està sent menyspreada i cada cop li costa més acceptar-la. Un dia deixa esclatar el seu ressentiment i persegueix, amb espasa en mà, l'Agnès a les habitacions de la casa reial. Per escapar-se'n, es refugia al llit del rei. Carles VII, enfadat per tanta impertinència, expulsa el seu fill de la cort i l'envia a governar Dauphiné.

## La seva vida amb el rei

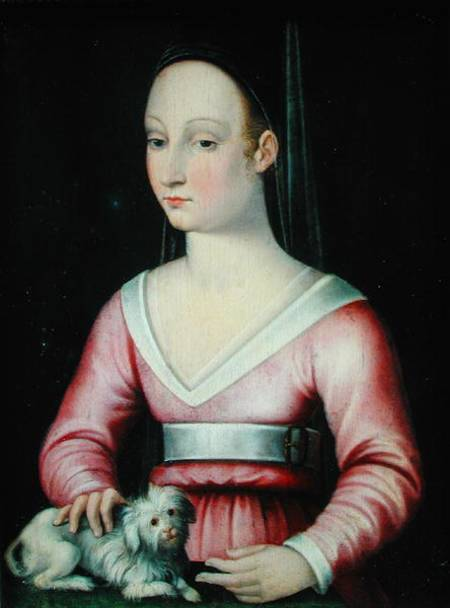
Retrat d'Agnès Sorel datat del. Museu de Belles Arts d'Angers

Agnès Sorel té diversos fills amb el rei. Té diverses residències on viu amb els seus assistents: a Razilly prop de Chinon, a la seva residència a Loches (la residència reial Loches), a Beaulieu, la veïna població de Loches on s'instal·la al castell obert de Courcelles (Loiret), a Dames prop de Mehun-sur-Yèvre. Creient, feia regularment pelegrinatges i feia ofrenes a l'Església, afavorint els canonges de Loches. Va donar al rei tres filles, les «bastardes de França» (ja que van néixer fora del matrimoni), però a les quals va legitimar i dotar ricament, per ordre de primogenitura:
- Marie de Valois, que es va casar, el 1458, amb Olivier de Coëtivy, senyor de Coëtivy i Taillebourg i senescal de Guyenne;
- Charlotte de Valois, que, l'any 1462, es va convertir en l'esposa de Jacques de Brézé, senescal de Normandia, i que va ser assassinada per aquest uns anys més tard amb un cop d'espasa entre les espatlles per haver estat sorprès en braços del seu amant a uns passos del llit matrimonial. El seu fill, Louis de Brézé, es casaria amb Diane de Poitiers;
- Jeanne de Valois, nascuda a Beauté-sur-Marne, que Lluís XI va casar amb Antoine de Bueil, comte de Sancerre i canceller del rei;
- Una nena nascuda prematurament el 3 de febrer de 1450 va morir el mateix dia a la casa pairal de Mesnil, prop de Jumièges, a Normandia.

Aquests naixements fan que els moralistes Thomas Basin i Jean Jouvenel des Ursins escriguin que Agnès és responsable del despertar sensual de Carles VII. Jutgen severament la seva llibertat de moral i l'acusen d'haver fet d'aquest rei «cast» un rei disbauxa, totalment sotmès a les seves amants.

## La seva mort

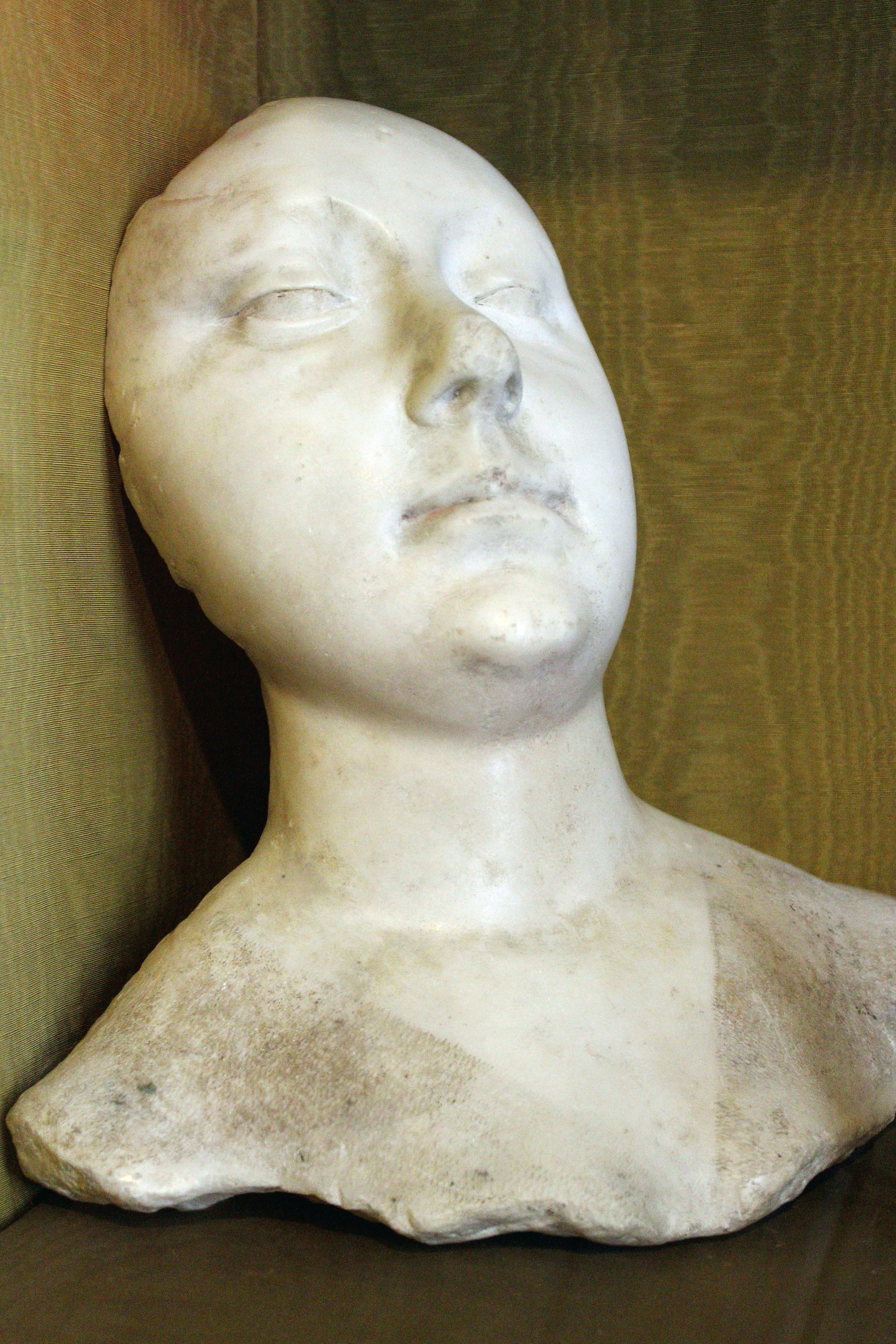
Escultura de marbre blanc segons la màscara mortuoria d'Agnès Sorel conservat a l'hôtel Lallemant, Bourges

Tan bon punt Carles es va traslladar a la Manoir de la Vigne a Le Mesnil-sous-Jumièges, prop de Roan, de sobte va ser presa d'un «flux d'estómac» segons Jean Chartier, cronista oficial de la cort, i va morir en poques hores, el 9 de febrer de 1450, encomanant la seva ànima a Déu i a la Mare de Déu i recordant la indulgència absolutòria in articulo mortis (a l'hora de la mort). concedida pel papa Nicolau V. Dona a llum una nena prematur de set mesos, la seva última filla, que mor poc després del seu naixement.
Tenia vint-i-vuit anys d'edat a la seva mort, i mor oficialment d'una infecció puerperal. Té temps de llegar els seus béns a la col·legiata de Loches perquè s'hi diguin misses pel repòs de la seva ànima, a l'abadia de Jumièges on hi ha dipositat el seu cor, així com als membres de la seva família. Al rei li llega les seves joies.
La seva mort és tan ràpida que se sospita d'un enverinament. Fins i tot acusen Jacques Coeur, designat com a marmessor, d'haver-la fet assassinar, però aquest és un dels pocs càrrecs dels quals és aclarit durant el seu judici poc després de la mort d'Agnès. Les sospites van caure aleshores, i fins al segle xxi, sobre el Delfí, el futur Lluís XI, enemic del partit al qual donava suport.
L'anàlisi de les restes del seu cadàver, amb motiu del trasllat definitiu de la seva figura jacent a l'església de Saint-Ours de Loches el juny de 2004, per motius museogràfics pel consell general d'Indre i Loira, va revelar que tenia ascariosi (el seu tracte digestiu estava infestat d'ous d'Ascaris); i que havia pres una dosi massiva de sals de mercuri, una purga utilitzada en dosis menors juntament amb falguera mascle per bloquejar el creixement de paràsits. El mercuri també s'utilitzava per a parts llargs i difícils i per després del part, però de nou a una dosi significativament reduïda en comparació amb la que es va trobar durant aquestes anàlisis recents. Va ser la ingestió d'una dosi excessiva d'aquest metall pesant la que va provocar la síndrome disentèrica i després la mort en menys de setanta-dues hores. Després es va administrar mercuri en forma líquida, amb trossos de molla de pa per prevenir l'acidesa. No obstant això, es va trobar que la quantitat de mercuri detectada en un pèl de l'aixella era de deu mil a cent mil vegades superior a l'esperada per l'absorció de dosis terapèutiques, i és difícil creure en un error mèdic. El suïcidi és una hipòtesi però la de l'enverinament d'aquesta jove mare vulnerable que es recuperava del part és molt més plausible.
El primer culpable designat és Jacques Coeur; però falten els motius que justifiquen aquesta hipòtesi, i no se'l reté com a autor d'aquest crim (i més que Agnès, que l'havia presentat al rei en primer lloc, va donar suport als seus negocis amb el rei).
El seu metge Robert Poitevin, que també era un dels seus tres marmessors, era el més ben situat per administrar el verí, però també mancava de motius. D'altra banda, és molt possible que reconegués els símptomes de la intoxicació però callés, per no poder-los posar remei i, una altra bona raó, per por de perdre el seu lloc o fins i tot la vida davant la importància social del possible culpable.
Un altre sospitós més greu és el futur Lluís XI, que odiava Agnès per haver fet oblidar amb tanta eficàcia la reina, la seva mare, de la vida del rei, i potser hauria volgut privar el seu pare del suport d'Agnès. Aquesta és l'opinió del cronista contemporani Jacques du Clercq. i de Monstrelet.
També hi ha la cosina germana d'Agnès, Antoinette de Maignelais qui, tres mesos després de la mort d'Agnès Sorel, va ocupar el seu lloc al llit del rei; el rei la va casar ràpidament, el 1450, amb André de Villequier, un dels seus camarlencs, i poc després, Antonieta va rebre la senyoria d'Issoudun. Per tant, tenia el doble motiu de la gelosia i la cobdícia.

## Sepultura

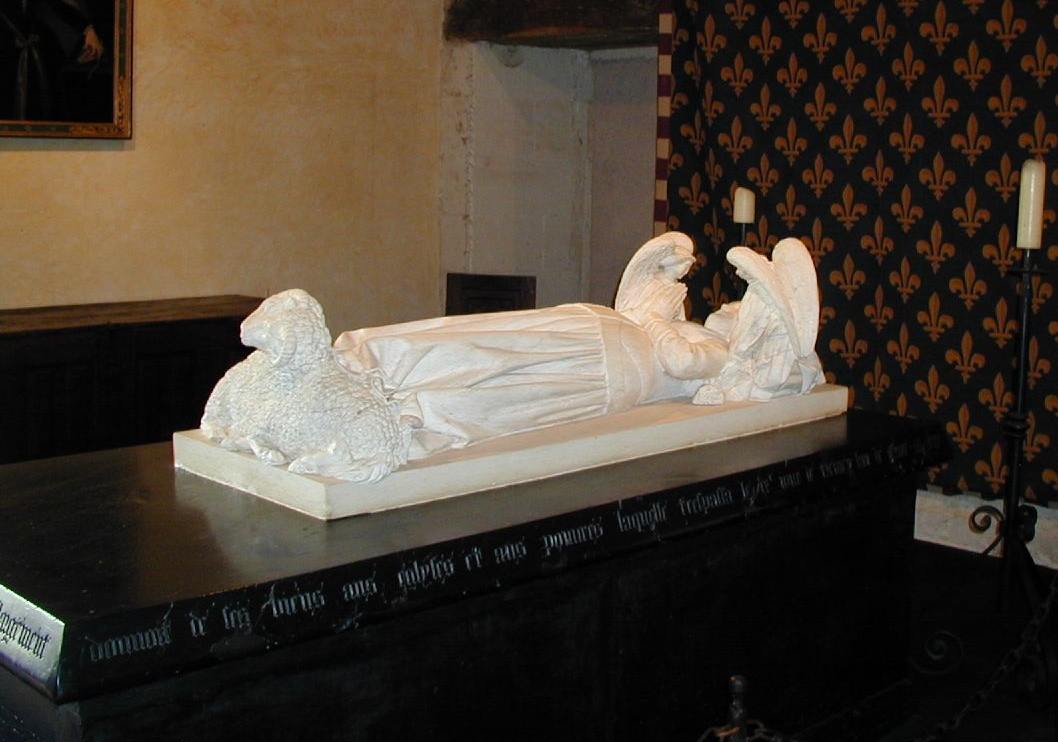
La tomba d'Agnès Sorel al Château de Loches (abans de 2005)

Plorós, el rei va fer construir dues tombes magnífiques de marbre. Una es troba a Jumièges, a Seine-Maritime, i conté el seu cor. L'altra es troba a Loches, al cor de l'església de Saint-Ours a Loches (en el període col·legiat de Notre-Dame de Loches), i el seu cos descansa allà amb la llegenda:
| « | (francès) Cy gist noble dame Agnès de Seurelle, en son vivant dame de Beaulté, de Roquecisière, d'Issoudun et de Vernon-sur-Seine, piteuse envers toutes gens et qui largement donnait de ses biens aux églises et aux pauvres ; laquelle trépassa l'an de grâce MCCCCXLIX. Priez Dieu pour le repos de l'âme d'elle. Amen. | (català) Aquí jeu la noble dama Agnès de Seurelle, en vida dama de Beaulté, Roquecisière, Issoudun i Vernon-sur-Seine, pietosa vers a tota la gent i que en gran part va donar dels seus béns a les esglésies i als pobres; que va morir l'any de gràcia MCCCCXLIX. Pregueu a Déu pel repòs de la seva ànima. Amén. | » |

Els canonges de Loches, coneixent els sentiments d'odi de l'antic delfí cap a Agnès, van preguntar, pocs mesos després de la mort de Carles VII i de la coronació del seu hereu, si podien traslladar la seva feixuga tomba de la col·legiata. Aleshores el rei Lluís XI va respondre, no com a antic rival, sinó com a rei de justícia. Va dir que segurament es podria fer el moviment, i va afegir amb fermesa, agafant el seu seguici per a la tasca: «Però heu de tornar el que ella us va donar». Seguint aquesta opinió, que era un judici moral, els rics canonges de Loches no es van oferir per desfer-se de la tomba de l'antiga favorita. Aquest sepulcre va ser traslladat a la nau l'any 1777 per ordre de Lluís XVI, que s'havia convençut que la seva presència interferia amb els oficis religiosos.
L'any 1794, després que la seva tomba portada a l'exterior fos saquejada pels «voluntaris» d'Indre, creient que la seva figura jacent era la d'una santa, les seves restes, compostes només per dents, cabells i un cap, van ser col·locades en una urna i dipositades a l'antic cementiri del capítol. El 1795 (21 Pradial, Any III), un soldat va reobrir l'urna, va robar dents i cabells. L'any 1801, el gerro funerari va ser trobat i retornat a la tomba restaurada l'any 1806 pel prefecte Pomereul que va decidir col·locar-lo a la torreta o Logis reial. Va ser traslladat l'any 1970 a una altra sala del castell. El 2 d'abril de 2005, el sepulcre d'Agnès Sorel va tornar a l'església de Saint-Ours de Loches.

## Representacions d'Agnès Sorel

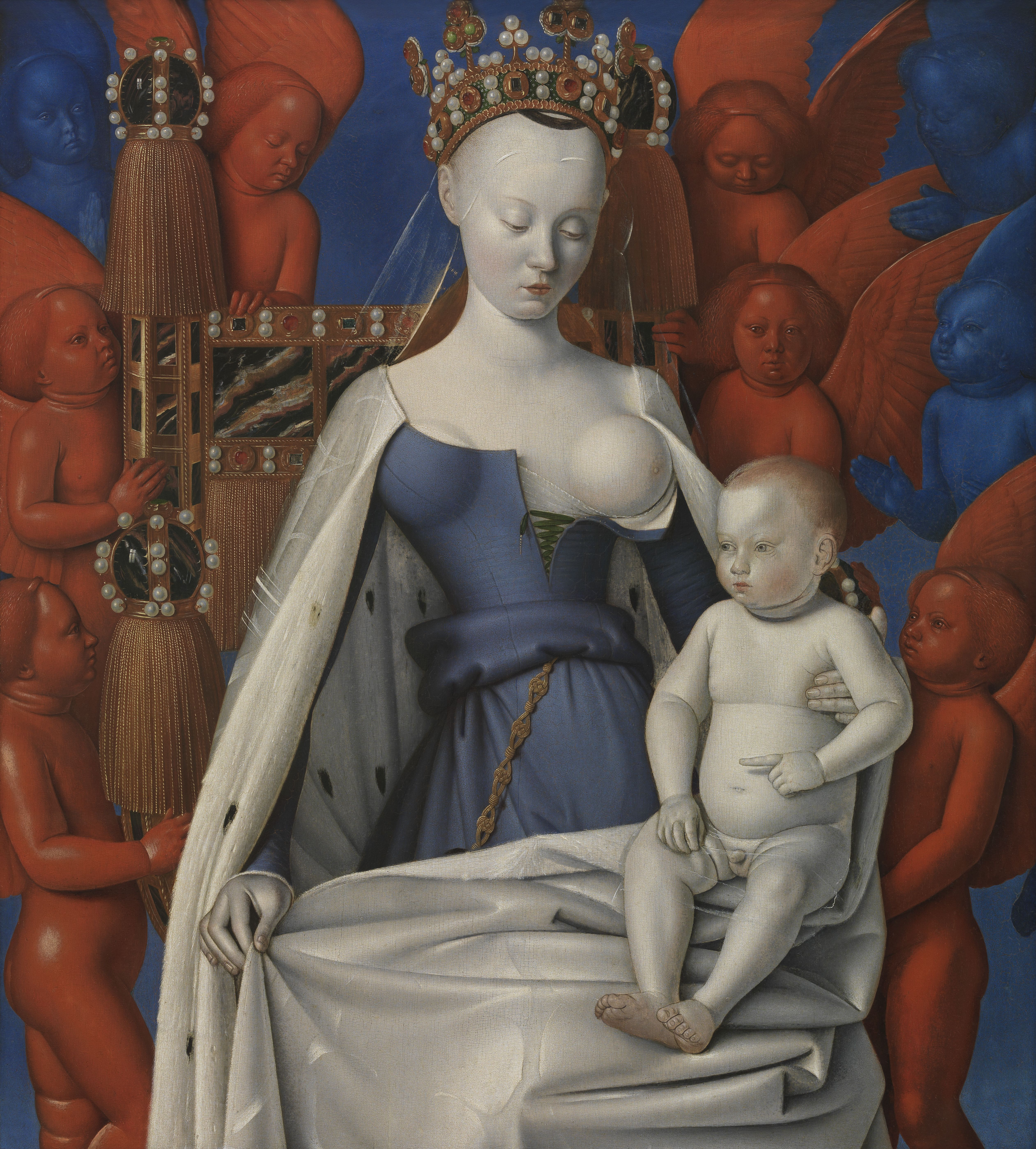
La Verge alletant amb una capa d'ermini representada per Agnès Sorel. Reial Museu de Belles Arts d'Anvers

Agnès Sorel tenia els cabells ros cendra i la pell molt clara. Alguns dels seus contemporanis diuen que entre les belleses era la més bella del món. Seguint la moda de l'època, portava escots profunds que revelaven la corba del seu pit. També tenia un front ampli que se'l depilava de tant en tant, així com els llavis amb ratlles vermelles tal com exigeixen els estàndards de bellesa de l'època. Agnès feia regularment banys de llet de burra per preservar la bellesa del seu cutis clar. Estant de moda els contrastos, calia tenir una pell molt clara, els cabells o bé castany molt fosc o ros molt clar i tenir llavis molt vermells, això la convertia en una bellesa perfecta.
Les representacions supervivents d'Agnès Sorel són:
- La Verge i el nen envoltats d'àngels, de Jean Fouquet (part dreta del díptic de Melun, antigament conservat a la col·legiata Notre-Dame de Melun) i ara al Reial Museu de Belles Arts d'Anvers. Agnès Sorel és probablement la model d'aquesta Mare de Déu coronada. Es representa amb la boca petita, el front alt i el pit descobert.
- La seva figura jacent, atribuïda a l'escultor Jacques Morel. L'estàtua va ser restaurada l'any 1807. En aquesta ocasió es van substituir el cap i les mans (vegeu Tomba d'Agnès Sorel).

Els habitants de Loches i Beaulieu-lès-Loches, dues ciutats aleshores rivals, enfrontades a banda i banda de l'Indre, però lluny de les intrigues de la cort, fa temps que recorden la seva gran popularitat. El seu llegendari poder de seducció va néixer d'aquesta memòria popular, amplificada per l'art de Touraine.
Durant dos segles, l'hôtel Lallemant de Bourges, construït pels germans Jean Lallemant a principis del segle xvi, avui Museu d'Arts Decoratives, té atribuït un floc de cabell castany a Agnès Sorel, que era rossa. L'estudi realitzat el 2004-2005 sobre les restes de la favorita de la tomba de Loches va permetre autentificar el floc de Bourges. El color actual seria el resultat natural del pas dels segles.

## Documentals
A ella està dedicat el programa Secrets d'Histoire que porta per títol «Agnès Sorel, première des favorites».
El documental mostra en particular com va influir en la moda de roba, així com el paper polític que va exercir, promovent les carreres de polítics com Jacques Cœur i empenyent el rei Carles VII a completar la reconquesta del regne dels anglesos.

## Llegat
Sorel és un dels personatges principals en el poema La Pucelle, de Voltaire.
També és la protagonista de dues òperes russes de finals del segle xix, juntament amb Carles VII: La donzella d'Orleans, de Piotr Ilitx Txaikovski, i The Saracen, de Cèsar Cui.
És una de les dones representades en el treball artístic The Dinner Party, de Judy Chicago, que inclou 999 noms de dones notables de la historia.
Dues peces de roba usen el nom Sorel: la cotilla Agnès Sorel, el corsage Sorel i un estil de moda també designat amb el nom d'ella, l'estil Agnès Sorel, que s'usa per a descriure una forma de vestir de princesa.